# Лета (імператриця)
Лета (*Leta, д/н — після 408) — дружина римського імператора Граціана у 383 році.

## Життєпис
Про народження і походження Лети нічого невідомо. Ймовірно стала коханкою ще за життя дружини Граціана — Флавії Максими Констанції. Тому він одружився з Летою майже після смерті Констанції. Втім того ж року проти імператора виник заколот, і він загинув.
Лета та її мати втекли до імператора Феодосія I, який взяв їх під свою опіку. Леті було виділено фінансове та харчове забезпечення відповідно до статусу дружини імператора. У 408 році під час облоги Константинополя вестготами завдяки поставкам Лета врятувала багатьох містян від голоду. Подальша доля невідома.